# Обжиле
Обжиле́ — село у складі Балтської міської громади у Подільському районі, Одеська область. Раніше було підпорядковане власній Обжильській сільській раді.
Розташоване за 20 км від центру громади — міста Балта. На півдні межує з селом Березівка, на сході з селом Євтодія, на півночі з селом Борсуки та на заході з селом Петрівка Кодимського району. Населений пункт дуже вузький (розміщений вздовж дороги), а тому дуже довгий.

## Історія

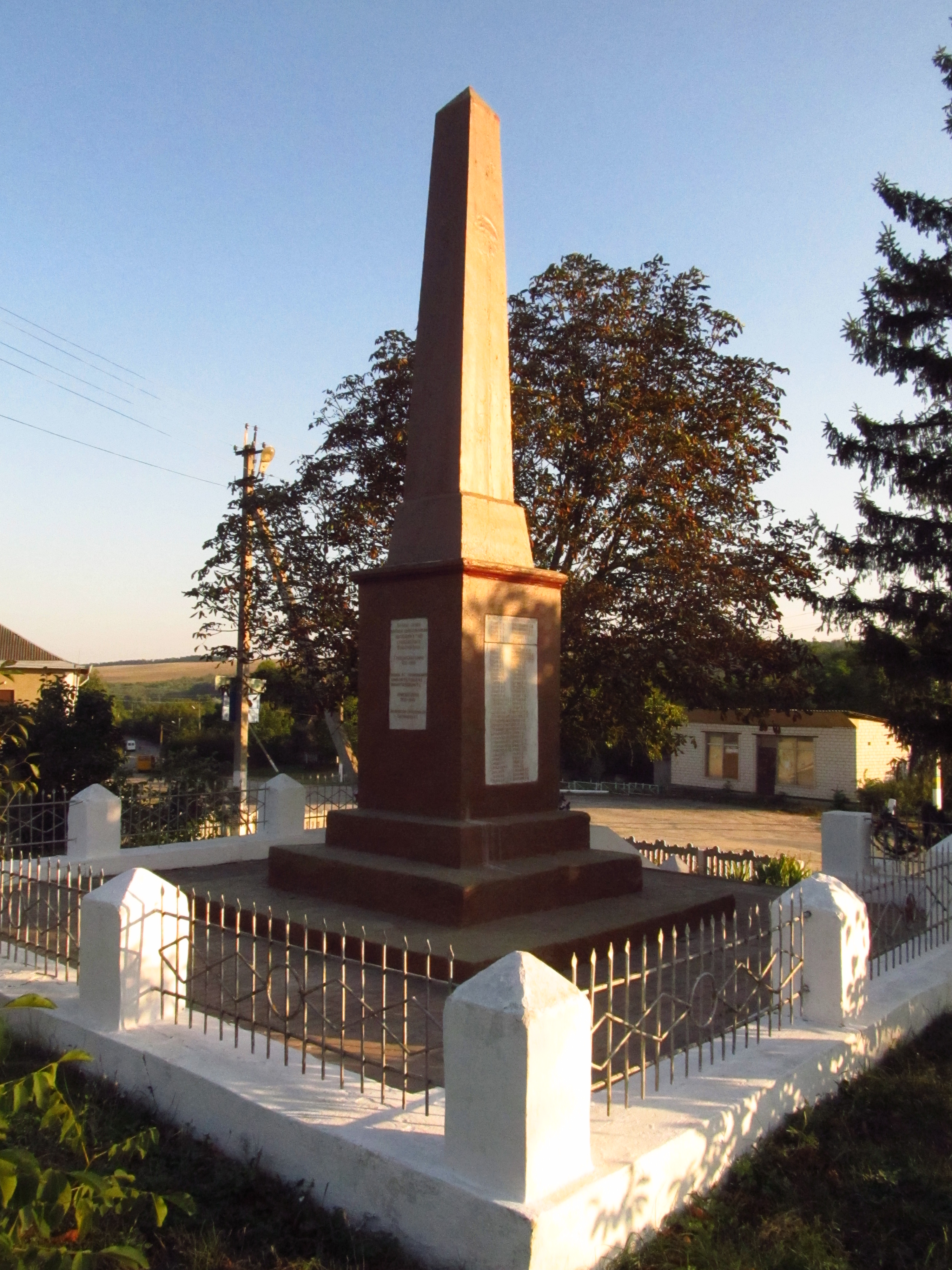
Пам'ятник загиблим біля села Обжиле

За переказами, раніше було містечко, яке звалось Волосовинці або Гобжила. 1775 року село Обжила включало 53 «дими». За адміністративними поділами: з XVI сторіччя — Брацлавське воєводство, з XIX сторіччя — Балтський повіт, з XX сторіччя — Балтський район.
7 (20) листопада 1917 року, відповідно до Третього Універсалу Української Центральної Ради, увійшло до складу Української Народної Республіки.
У 1918—1919 роках значна частина сільської молоді симпатизувала Директорії УНР на чолі з Симоном Петлюрою. В Обжилій діяв антибільшовицький повстанський загін. Також мешканці села входили до повстанських загонів Семена Заболотного.
Під час організованого радянською владою Голодомору 1932—1933 років померло щонайменше 10 жителів села.
12 червня 2020 року, відповідно до Розпорядження Кабінету Міністрів України від № 724-р «Про визначення адміністративних центрів та затвердження територій територіальних громад Одеської області», увійшло до складу Балтської міської територіальної громади.
19 липня 2020 року, в результаті адміністративно-територіальної реформи і ліквідації Балтського району, село увійшло до складу новоутвореного Подільського району.

## Населення
Згідно з переписом 1989 року населення села становило 793 особи, з яких 312 чоловіків та 481 жінка.
За переписом населення 2001 року в селі мешкало 880 осіб.

### Мова
Розподіл населення за рідною мовою за даними перепису 2001 року:
| Мова       | Відсоток |
| ---------- | -------- |
| українська | 97,47 %  |
| російська  | 1,73 %   |
| румунська  | 0,81 %   |

## Визначні пам'ятки
Церква Різдва Богородиці засновано у 1765 році. Відомостей про церкву — мало, на місті першої церкви у 1781 році була збудована друга, згоріла 25 грудня 1887 року. Церква не збереглась.
Дерев'яна Церква Успіння, засновано у 1888 році, у 1901 року ще будувалась.

## Відомі люди
- Семен Заболотний (1894—1922) — військовий діяч УНР, отаман національного повстанського руху на Одещині (1918—1922).
- Євген Козинський (1931—2006) — український кінооператор.
- Леонід Галайчук (1991—2017) — український військовослужбовець морської піхоти, сержант ВМС ЗСУ, учасник російсько-української війни.